# 利谷信義
利谷 信義（としたに のぶよし、1932年（昭和7年）8月6日 - 2019年（令和元年）8月19日）は、日本の法学者。専門は、民法・法社会学）。東京大学名誉教授、お茶の水女子大学名誉教授、東京経済大学名誉教授。

## 経歴
- 1932年（昭和7年） - 釜山（現・韓国）に生まれる。
- 1951年（昭和26年） - 愛媛県立松山北高等学校卒業
- 1955年（昭和30年） - 東京大学法学部卒業
- 1957年（昭和32年） - 東京大学大学院社会科学研究科民刑事法専門修士課程修了
- 1966年（昭和41年） - 東京都立大学法学部助教授
- 1969年（昭和44年） - 東京大学社会科学研究所助教授
- 1973年（昭和48年） - 東京大学社会科学研究所教授
- 1985年（昭和60年） - フライベルク大学客員教授（5月 - 9月）、ベルリン自由大学客員教授（10月 - 1986年（昭和61年）3月）
- 1990年（平成2年） - 東京大学社会科学研究所所長（ - 1992年（平成4年）3月）
- 1991年（平成3年） - ドイツ連邦共和国第一級功労十字章受章
- 1993年（平成5年） - 東京大学定年退官、名誉教授、お茶の水女子大学生活科学部教授
- 1996年（平成8年） - お茶の水女子大学ジェンダー研究センター長
- 1998年（平成10年） - 東京経済大学経済学部教授
- 2000年（平成12年） - 東京経済大学現代法学部長
- 2004年（平成16年） - 東京経済大学名誉教授、お茶の水女子大学名誉教授
- 2005年（平成17年） - 東京家政学院大学・短期大学学長
- 2019年（令和元年）8月19日 - 肺炎で死去。87歳没[2]。

## 主な研究課題
- 家族法・家族政策およびその史的研究
- 土地法および土地制度史研究
- 司法制度および司法制度史研究
- 法社会学の理論および学説史研究

## 著作
- 『日本の法を考える』（東京大学出版会、1985年）
- 『家族と国家　家族を動かす法・政策・思想』（筑摩書房、1987年）
- 『家族の法』（有斐閣、1996年）

## 共編
- 現代日本の法思想（渡辺洋三共編 日本評論社 1972年）
- 日本の法学者（潮見俊隆共編 日本評論社 1975年）
- 日本型クラインガルテン実現へのビジョン（和田照男共編著、ぎょうせい、1994年6月）
- 戸籍と身分登録（鎌田浩、平松紘共編、早稲田大学出版部、1996年12月）
- 『現代家族法学』（法律文化社、1999年）

## 国際貢献・国内貢献
- 日本学術会議会員（1988年 - 1997年）
- 日本法社会学会理事長（1990年 - 1996年）
- 総理府男女共同参画審議会委員（1994年 - 1997年）
- 比較家族史学会会長（2000年 - 2002年）
- 日本農業法学会会長（2002年 - 現在？）
- 社団法人農山漁村女性・生活活動支援協会会長（2004年 - ）

## 栄典
- 2010年（平成22年）4月 瑞宝中綬章受章[3]

## 参考資料
- 東京家政学院大学 公式サイト